# Airbus
Ербас (енгл. Airbus) је европски конзорцијум за производњу путничких авионa, основан 1970. године. Део је већег концерна под именом European Aeronautic Defence and Space Company (ЕАДС). Настао је заједничком сарадњом Француске, Уједињеног Краљевства, Немачке и Шпаније. Компанија има три дивизије: Комерцијални авиони (Ербус С.А.С.), Одбрана и свемир и Хеликоптери, трећа највећа у својој индустрији по приходима и испорукама турбинских хеликоптера.
Главни посао компаније са фокусом на цивилним авионима води француска компанија Ербус С.А.С, са седиштем у Блањаку, предграђу Тулуза, са продукционим и производним погонима углавном у Европи (Француска, Немачка, Шпанија, Уједињено Краљевство), али и у Кини, Сједињеним Државама и Канади. Коначна монтажна продукција има седиште у Тулузу, Француска; Хамбург, Немачка; Севиља, Шпанија; Тјенцин, Кина; Мобил, Сједињене Америчке Државе; и Монтреал, Канада. Компанија производи и продаје први комерцијално одрживи дигитални авион, Ербус А320, и највећи путнички авион на свету, А380. 12.000-ти авион, А220, испоручен је компанији Делта Ер Лајнс 20. маја 2019. До октобра 2016. глобална флота Ербуса извршила је више од 110 милиона летова, укупне дужине преко 215 милијарди километара и превезла 12 милијарди путника. Од 2019. године Ербус је највећи светски произвођач авиона и преузео је највише наруџби авиона, надмашујући конкурентски Боинг.
Регистровано седиште Ербаса је у Лајдену у Холандији, али је његова дирекција у Тулузу, Француска. „СЕ“ у корпоративном имену значи да је то европско друштво (societas Europaea), што омогућава да се предузеће региструје као европско, а не холандско. Његовим акцијама тргује се у Француској, Немачкој и Шпанији. Компанију води извршни директор Гујом Фори и део је берзанског индекса Евро сток 50.

## Типови авиона
- Ербас А300 (Б1/Б2/Б4/600) Широкотрупни авион за дуге линије
- А300-600СТ Белуга Теретни авион
- А310 Широкотрупни авион за средње и дуге линије
- A310 МРТТ Војни танкер авион
- Ербас А320 фамилија:
  - А318 Регионални авион
  - А319 Авион за кратке и средње линије
  - А320,A320neo Авион за кратке и средње линије
  - А321 Авион за средње линије
- А330,A330neo (200/300) Широкотрупни авион за средње линије
- А340 (200/300/500/600) Широкотрпупни авион за дуге и веома дуге линије
- А350  Широкотрпупни авион за дуге линије мале потрошње горива
- А380 Широкотрпупни авион за дуге и веома дуге линије